# Convención Castro-Quijano
La Convención Castro-Quijano fue un acuerdo suscrito en la ciudad de San José el 25 de diciembre de 1880 entre la República de Costa Rica y los Estados Unidos de Colombia, representados respectivamente por los Ministros Plenipotenciarios José María Castro Madriz y José María Quijano Otero.
El objetivo de este convenio era esclarecer el método por el cual se resolverían las disputas limítrofes entre ambos países. Se acordó que los gobiernos se someterían al arbitraje del monarca belga, el monarca español o el presidente argentino según acuerdo previo, cuyo laudo sería definitivo e inapelable. También se designó un tiempo para que las partes presentaran sus respectivos alegatos y documentación que apoyaba sus correspondientes pretensiones.